# Искра (Силистренская область)
Искра (болг. Искра) — село в Болгарии. Находится в Силистренской области, входит в общину Ситово. Население составляет 1930 человек.

## Политическая ситуация
В местном кметстве Искра, в состав которого входит Искра, должность кмета (старосты) исполняет Турхан Ибрахим Мехмед (Движение за права и свободы (ДПС)) по результатам выборов.
Кмет (мэр) общины Ситово — Николай Георгиев Неделчев (Болгарская социалистическая партия (БСП)) по результатам выборов.